# Kang Mi-Yeong
Kang Mi-Yeong is een Zuid-Koreaans langebaanschaatsster.
Mi-Yeong reed op de Olympische Winterspelen in 1994 en 1998, beide keren op de 500 meter en 1000 meter. Ook startte zij op de Wereldkampioenschappen schaatsen allround 1997, en in datzelfde jaar op de Wereldkampioenschappen schaatsen junioren 1997.

## Records

### Persoonlijke records[3]
| Afstand    | Tijd    | Datum            | Baan    |
| ---------- | ------- | ---------------- | ------- |
| 500 meter  | 40.44   | 23 november 1997 | Calgary |
| 1000 meter | 1:21.20 | 9 november 1997  | Calgary |
| 1500 meter | 2:06.50 | 8 maart 1996     | Calgary |
| 3000 meter | 4:38.58 | 8 maart 1996     | Calgary |
| 5000 meter | 9:13.31 | 24 februari 1993 | Seoul   |